# Taken
Taken är en fransk actionthriller från 2008, regisserad av Pierre Morel och med Liam Neeson i huvudrollen. Filmen hade premiär i Frankrike den 27 februari 2008 och Sverigepremiären var den 6 mars 2009. Med Taken gjorde Liam Neeson comeback inom större Hollywoodproduktioner, speciellt som huvudrollsinnehavare i flera actionfilmer. 2012 fick filmen en uppföljare, Taken 2.

## Handling
Bryan Mills (Liam Neeson) gav upp sitt jobb inom CIA för att kunna bo nära sin före detta fru Lenore (Famke Janssen)  och sin 17-åriga dotter Kim (Maggie Grace) i Los Angeles. Han vet att han åsidosatt dem bägge och aldrig varit en närvarande pappa. Detta vill han råda bot på nu, men det svider att fruns nye make är rik, trevlig och skämmer bort hans dotter rejält. När Kim vill resa till Paris med sin kompis Amanda (Katie Cassidy) motsätter han sig det bestämt, men ger efter för att vinna pluspoäng hos dottern.
När Bryan och Kim en dag pratar med varandra i telefon bryter sig några iskalla människohandlare in i lägenheten och kidnappar de båda tonårsflickorna. Men de albanska gangstrarna får mer motstånd än vad de hade räknat med, då Bryan tar upp jakten på kidnapparna för att försöka hitta de båda flickorna. Men Bryan har bara 96 timmar på sig att hitta dem innan de säljs i ett främmande land och försvinner för alltid.

## Rollista
| Liam Neeson       | – Bryan "Bry" Mills              |
| Maggie Grace      | – Kim Mills                      |
| Famke Janssen     | – Lenore "Lennie" Mills-St. John |
| Leland Orser      | – Sam Gilroy                     |
| Jon Gries         | – Mark Casey                     |
| David Warshofsky  | – Bernie Harris                  |
| Holly Valance     | – Sheerah                        |
| Katie Cassidy     | – Amanda                         |
| Xander Berkeley   | – Stuart St. John                |
| Olivier Rabourdin | – Jean-Claude Pitrel             |
| Gérard Watkins    | – Patrice Saint-Clair            |
| Arben Bajraktaraj | – Marko Hoxha                    |
| Camille Japy      | – Isabelle                       |
| Nicolas Giraud    | – Peter                          |
| Goran Kostić      | – Gregor                         |